# Bohuslavická tabule
Bohuslavická tabule je geomorfologický okrsek v jižní části Úpsko-metujské tabule, ležící v okresech Náchod, Hradec Králové a Rychnov nad Kněžnou v Královéhradeckém kraji.

## Poloha a sídla

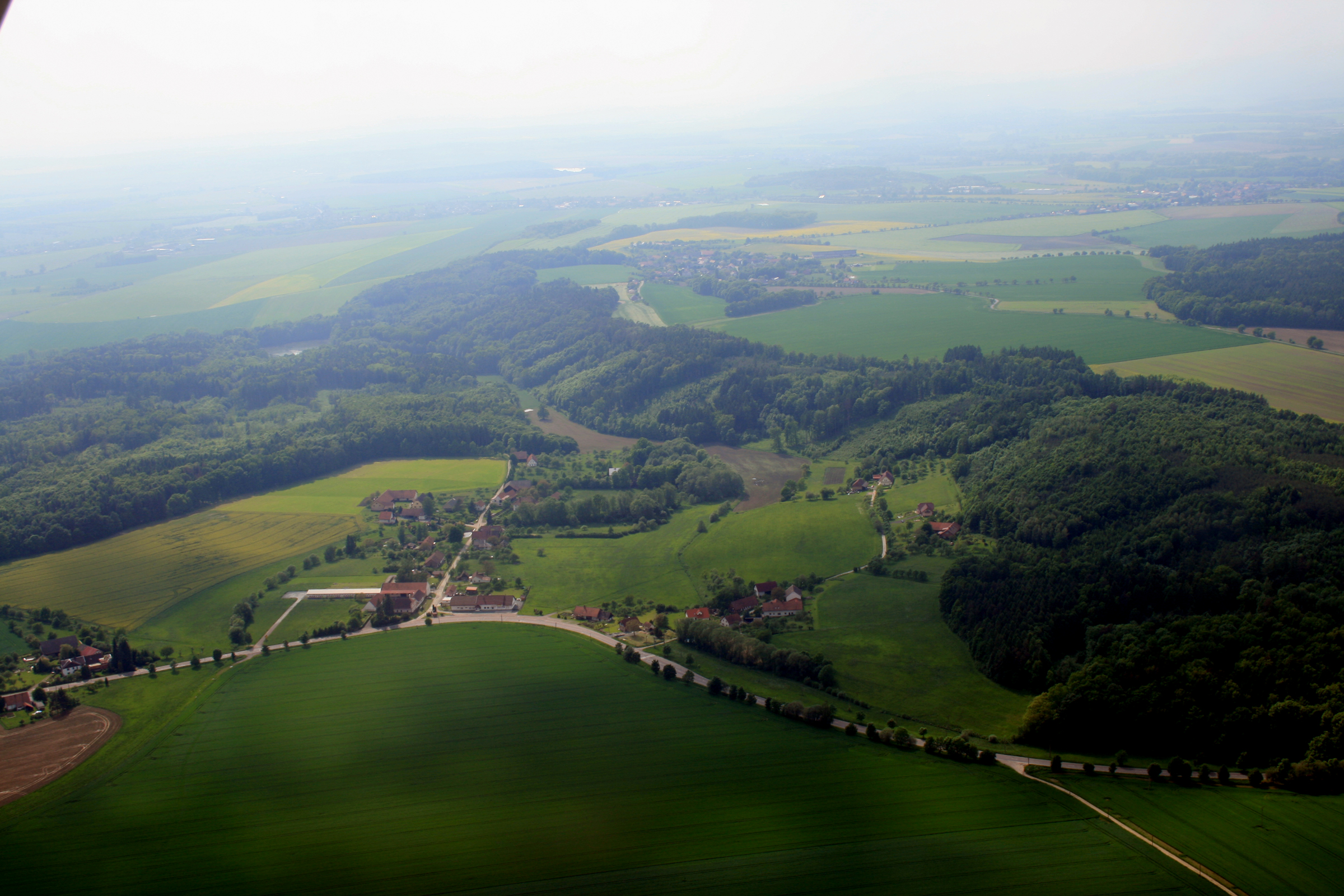
Vesnice Běstviny a vrch Starč

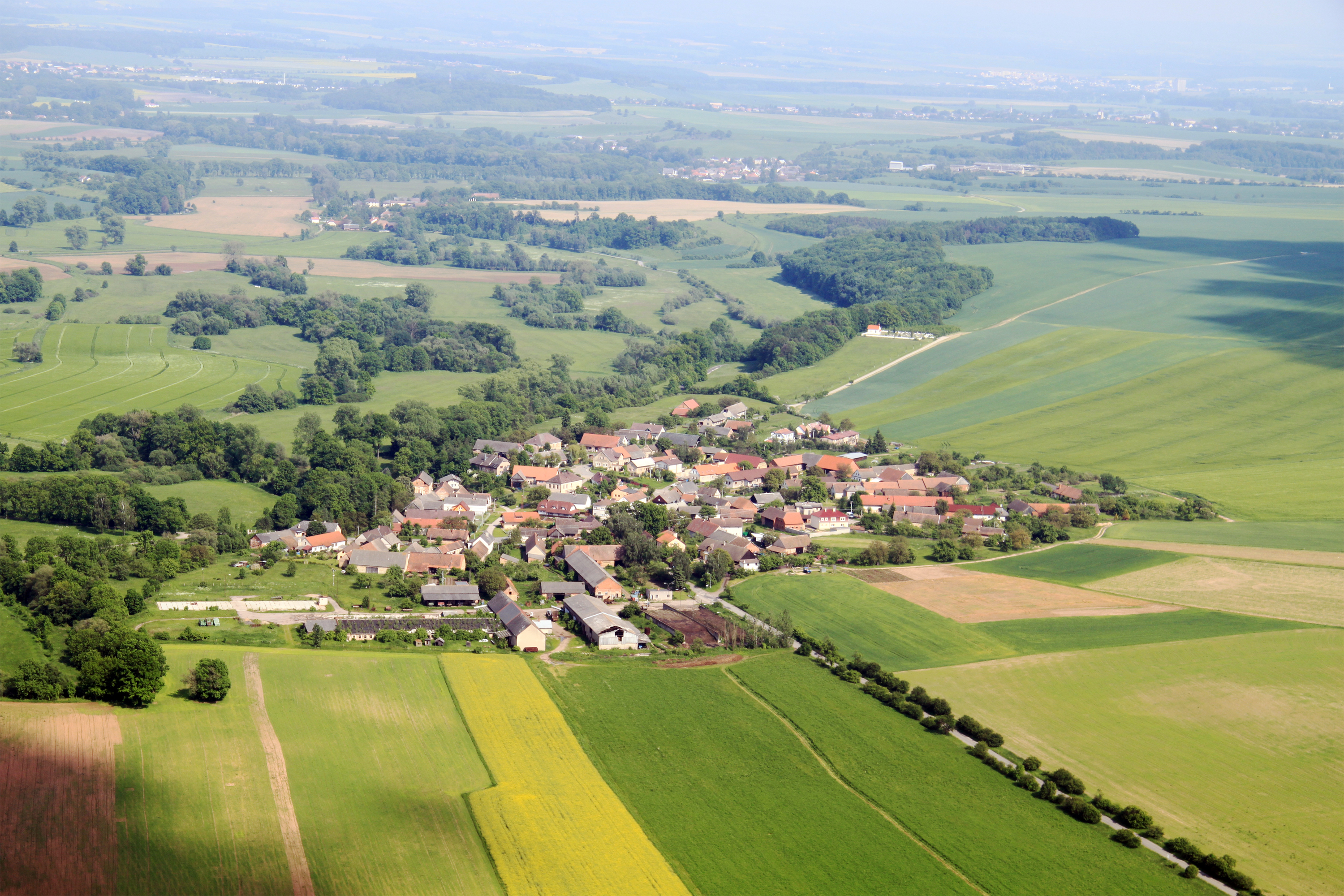
Vesnice Šestajovice a Šestajovická stráň

Území okrsku se nachází zhruba mezi sídly Jaroměř a Nové Město nad Metují (na severu), Chlístov (na jihovýchodě), České Meziříčí a Černilov (na jihu) a Předměřice nad Labem (na jihozápadě). Uvnitř okrsku leží titulní obec Bohuslavice a větší obce Jasenná, Rasošky a Skalice).
Jsou zde chráněná území PR Šestajovická stráň a PP Halín.

## Geomorfologické členění
Okrsek Bohuslavická tabule (dle značení Jaromíra Demka VIC–2A–6) geomorfologicky náleží do celku Orlická tabule a podcelku Úpsko-metujská tabule.
Podle alternativního členění Balatky a Kalvody je Bohuslavická tabule pouze podokrskem okrsku Novoměstská tabule a zabírá mnohem menší území.
Tabule sousedí s dalšími okrsky Orlické tabule: Metujská niva na severu, Novoměstská tabule na severovýchodě, Černilovská tabule, Českomeziříčská kotlina a Rychnovský úval na jihu. Dále sousedí s celky Východolabská tabule na západě a Podorlická pahorkatina na východě.

## Významné vrcholy
| název vrcholu   | výška (m n. m.) | podřazená jednotka |
| --------------- | --------------- | ------------------ |
| Starč           | 355             | –                  |
| Horka           | 324             | –                  |
| Králíčkův kopec | 330             | –                  |
| Lhotecký kopec  | 297             | –                  |
| Balcarův kopec  | 295             | –                  |

Nejvyšším bodem Bohuslavické tabule je vrstevnice (360 m n. m.) na východní hranici s Podorlickou pahorkatinou.